# (200217) 1999 TF200
(200217) 1999 TF200 es un asteroide perteneciente al cinturón de asteroides, descubierto el 12 de octubre de 1999 por el equipo del Lincoln Near-Earth Asteroid Research desde el Laboratorio Lincoln, Socorro, Nuevo México.

## Designación y nombre
Designado provisionalmente como 1999 TF200.

## Características orbitales
1999 TF200 está situado a una distancia media del Sol de 2,650 ua, pudiendo alejarse hasta 2,895 ua y acercarse hasta 2,406 ua. Su excentricidad es 0,092 y la inclinación orbital 7,897 grados. Emplea 1576,28 días en completar una órbita alrededor del Sol.

## Características físicas
La magnitud absoluta de 1999 TF200 es 15,5. Tiene 2 km de diámetro y su albedo se estima en 0,245.